# حسن (اسم)
حسن هو اسم علم مذكر شخصي عربي، من الأسماء الشائعة والمقدسة عند العرب والمسلمين نسبةً للحسن بن علي بن أبي طالب أحد أحفاد رسول الإسلام محمد من إبنته فاطمة، معنى حسن هو الجميل.

## الشخصيات
- الحسن بن علي بن أبي طالب أحد أحفاد رسول الإسلام محمد.
- الحسن العسكري أحد الأئمة الإئنى عشر المقدسين عند الشيعة.
- الحسن البصري عالم دين سني من البصرة.
- الحسن المثنى ابن الحسن بن علي
- الحسن ابن الهيثم عالم بصريات
- حسن بولاتكان سياسي تركي.
- حسن صالحميدزيتش لاعب كرة قدم بوسني.
- حسن شاش لاعب ومدرب كرة قدم تركي.
- حسن بن مهنا أبا الخيل أمير مدينة بريدة وتوابعها من منطقة القصيم
- حسن الصباح مؤسس وزعيم الطائفة الإسماعيلية النزارية
- الحسن بن طلال أمير أردني.
- الحسن الثاني بن محمد ملك مغربي.
- الحسن واتارا رئيس ساحل العاج.
- الحسن الأول بن محمد سلطان المغرب السابق.
- الحسن بن محمد بن الحنفية تابعي جليل.
- الحسن الأعصم قائد عسكري قرمطي.
- الحسن الكلبي أحد قادة الفاطميين.
- الحسن المثلث ابن الحسن المثنى.
- الحسن اليوسي (سياسي) سياسي مغربي.
- حسن المستضيء بأمر الله أحد خلفاء الدولة العباسية.
- حسن البلقية سياسي بروناي
- حسن أسد مصارع محترف أمريكي.
- حسن البنا سياسي مصري ومؤسس جماعة الإخوان المسلمون في مصر.
- حسن ناظر لاعب كرة قدم مغربي.
- حسن نصر الله سياسي لبناني وأمين عام حزب الله.
- حسن القزويني عالم دين شيعي عراقي.
- حسن روشن لاعب كرة قدم إيراني.
- حسن شيخ محمود سياسي صومالي.
- حسن كامل الصباح مهندس كهربائي لبناني.
- حسن وايتسايد لاعب كرة سلة أمريكي.
- حسن الشافعي ملحن مصري.
- حسن حسني ممثل مصري.
- حسن رجب سياسي إماراتي.
- حسن الصيفي مخرج ومنتج سينمائي مصري.
- حسن البلام ممثل كويتي.
- حسن الإمام مخرج مصري.
- حسن عسيري ممثل سعودي.
- حسن محمد ممثل ومذيع بحريني.
- حسن أحمد اللوزي سياسي وشاعر يمني.
- حسن أبو سعدة سياسي وقائد عسكري مصري.
- حسن أبو باشا سياسي مصري.
- حسن أبو السعود ملحن مصري.
- حسن بن طالب العامري شاعر وملحن يمني.
- حسن بن محمد المشاط عالم دين مسلم سعودي.
- حسن باشا جزايرلي قائد عسكري وسياسي شركسي عثماني.
- حسن بن عبد الله آل الشيخ سياسي سعودي.
- حسن إبراهيم حسن مؤرخ مصري.
- حسن إبراهيم الحسن شاعر سوري.
- حسن باشا الإسكندراني أميرال مصري.
- حسن بن جعفر الآشتياني عالم دين شيعي إيراني.
- حسن بن حسين بن علي آل الشيخ عالم دين سني سلفي سعودي.
- حسن حسن يحيى حميد الدين شاعر يمني.
- حسن القويسني عالم دين أزهري مصري.
- حسن كافي الاقحصاري عالم دين مسلم بوسني.
- حسن بن عبد الله القرشي شاعر ودبلوماسي سعودي.
- حسن بن علي سهلي شاعر سعودي.
- حسن العطار شيخ أزهري مصري.
- حسن بن محمد بن علي آل ثاني فنان قطري.
- حسن توركماني سياسي وعسكري سوري.
- حسن توفيق شاعر مصري.
- حسن جمول مذيع لبناني.
- حسن جوهر سياسي كويتي.
- حسن جعفر نور الدين شاعر لبناني.
- حسن جوليد أبتيدون سياسي جيبوتي.
- حسن خالد عالم دين مسلم ومفتي لبناني.
- حسن خيرات لاعب كرة قدم سعودي.
- حسن دكاك ممثل سوري فلسطيني.
- حسن دي تيرو قائد عسكري وسياسي إندونيسي.
- حسن روحاني سياسي إيراني.
- حسن راغب لاعب كرة قدم مصري.
- حسن ربيع لاعب كرة قدم عُماني.
- حسن رودباريان لاعب كرة قدم إيراني.
- حسن راتب رجل أعمال مصري.
- حسن زيد سياسي يمني.
- حسن زيرك مغني كردي إيراني.
- حسن سقا سياسي تركي.
- حسن سعيد مشيمش عالم دين شيعي لبناني.
- حسن ستار مغني إيراني.
- حسن سلامة سياسي فلسطيني.
- حسن سلابي ممثل هولندي مغربي.
- حسن الكرمي لغوي فلسطيني.
- حسن شحاتة لاعب ومدرب كرة قدم مصري.
- حسن شحاتة رجل دين شيعي مصري.
- حسن شريف عالم آثار مصري.
- حسن شمس الدين رجل دين أيزيدي.
- حسن شريف فنان تشكيلي إماراتي.
- حسن صبري باشا سياسي مصري.
- حسن أويس سياسي صومالي.
- حسن طهراني مقدم سياسي وعسكري إيراني.
- حسن عبد الرسول ممثل كويتي.
- حسن عبد الفتاح لاعب كرة قدم أردني.
- حسن عويتي ممثل فلسطيني سوري.
- حسن عبد الله باحارثة شاعر يمني.
- حسن عبدالله حمدان سياسي وشاعر لبناني.
- حسن عبدالله مذيع عماني.
- حسن القابسي لاعب كرة قدم تونسي.
- حسن فتحي معماري مصري.
- حسن فايق ممثل وكوميدي مصري.
- حسن فضل الله سياسي لبناني.
- حسن فهمي باشا سياسي عثماني.
- حسن قبيسي فيلسوف وكاتب لبناني.
- حسن كامل ممثل مصري.
- حسن كسائي موسيقار إيراني.
- حسن كامرانيفر حكم كرة قدم إيراني.
- حسن كرمي إعلامي فلسطيني.
- حسن مشيمع سياسي بحريني.
- حسن مصطفى ممثل مصري.
- حسن معوض مذيع فلسطيني.
- حسن مظفر لاعب كرة قدم عُماني.
- حسن مأمون شيخ أزهري مصري.
- حسن معاذ فلاته لاعب كرة قدم سعودي.
- حسن محمد مكي سياسي يمني.
- حسن أحمد باعوم سياسي وثوري يمني.
- حسن أحمد شرف الدين سياسي يمني.
- حسن مير خاني خطاط إيراني.
- حسن موبيرو لاعب كرة قدم أوغندي.
- حسن موسى فنان تشكيلي سوداني.
- حسن ويرايودا سياسي إندونيسي.
- حسن يونس سياسي مصري.
- حسن يوسف ممثل مصري.
- حسن يوسف سياسي فلسطيني.
- حسن حمدان، ممثل وممثل صوت لبناني
- حسن المصري، ممثل وممثل صوت لبناني
- حسن مهدي، ممثل صوت لبناني
- حسن سليمان، يوتيوبر كويتي